# Najljepše od Hari Mata Hari
Najljepše od Hari Mata Hari – kompilacja zespołu Hari Mata Hari. Została wydana w 2006 roku.

## Tytuły piosenek
1. „Lejla”
2. „Strah me da te volim”
3. „Volio bi' da te ne volim”
4. „Sedamnaest ti je godina”
5. „Ja nemam snage da te ne volim”
6. „Sedam rana”
7. „Reci srećo”
8. „Ne lomi me”
9. „Ja ne pijem”
10. „Nije za te bekrija”
11. „Što je bilo, bilo je”
12. „Kad dođe oktobar”
13. „U pomoć”
14. „Prsten i zlatni lanac”
15. „Ja imam te, a k'o da nemam te”

## Członkowie zespołu

### Hari Mata Hari
- Hajrudin Varešanović – wokal
- Izo Kolećić – perkusja
- Karlo Martinović – gitara solo
- Nihad Voloder – gitara basowa